# Sussexita
La sussexita es un mineral de la clase de los minerales boratos, y dentro de esta pertenece al llamado “grupo de la szaibelyíta”. Fue descubierta en 1868 en Ogdensburg en el condado de Sussex, en el estado de Nueva Jersey (EE. UU.), siendo nombrada así por este condado.

## Características químicas
Es un borato hidroxilado y anhidro del manganeso, con estructura de neso-borato.
Forma una serie de solución sólida con la szaibelyíta (MgBO2(OH)), en la que la sustitución gradual del manganeso por magnesio va dando los distintos minerales de la serie.
Además de los elementos de su fórmula, suele llevar como impureza algo de magnesio.

## Formación y yacimientos
Aparece formando en vetas hidrotermales, rellenándolas transversales en yacimientos metamorfizados de minerales de cinc, manganeso y hierro.
Suele encontrarse asociado a otros minerales como: pirocroíta, rodocrosita, wiserita, hausmannita, sonolita, alabandina, seamanita, tefroíta, alleghanyita, willemita, leucofenicita o hauckita.